# 江惠民
江惠民（1955年2月22日—），司法官，中華民國第12任最高檢察署檢察總長。與司法院長許宗力、前最高法院院長鄭玉山為台大法律系同班同學，任職臺灣高等檢察署臺中檢察分署檢察長時，針對鄭性澤案提出五項新事證向臺灣高等法院臺中分院聲請再審，並認定鄭性澤應受無罪判決。曾於臺灣高雄地方檢察署檢察長任內，起訴陳菊高雄市府團隊多名官員。

## 荣誉

### 中华民国勋章奖章
- 特等服务奖章（2022年4月21日于法务部大礼堂颁发[3]）
- 一等法务专业奖章（法务部，2022年4月21日于法务部大礼堂颁发[3]）
- 壹等法务奖牌（法务部，2022年4月21日于法务部大礼堂颁发[3]）

## 外部連結
- 最高檢察署 （页面存档备份，存于）
- 法務部所屬機關介紹 （页面存档备份，存于）

| 司法职务      | 司法职务                                         | 司法职务      |
| ------------- | ------------------------------------------------ | ------------- |
| 前任： 顏大和 | 最高法院檢察署檢察總長 2018年5月8日-2022年5月7日 | 繼任： 邢泰釗 |